# Eros Vlahos
Eros Vlahos, född 13 januari 1995 i London, är en brittisk skådespelare och komiker. Han är mest känd för sina roller som Lommy Greenhands i Game of Thrones och som Niccolò "Nico" Machiavelli i Da Vinci's Demons.

## Biografi
Eros Vlahos föddes i London, son till Terry (född Davy) och Spiros Vlahos. Hans mor är brittisk och fadern är grekisk.

## Filmografi (i urval)

### Film
| År   | Titel                                 | Roll        | Anmärkning |
| ---- | ------------------------------------- | ----------- | ---------- |
| 2009 | Skellig                               | Coot        | TV-film    |
| 2010 | Nanny McPhee och den magiska skrällen | Cyril Gray  |            |
| 2010 | Third Star                            | Ängel Pojke |            |
| 2012 | Anna Karenina                         | Boris       |            |

### TV
| År    | Titel              | Roll                       | Anmärkning                        |
| ----- | ------------------ | -------------------------- | --------------------------------- |
| 2007  | Casualty           | Liam Hendricks             | Avsnittet: "Snowball"             |
| 2011  | Episodes           | 'Pucks!' Boy               |                                   |
| 2011  | Game of Thrones    | Lommy Greenhands           |                                   |
| 2011  | Outnumbered        | Marcus                     | Avsnittet: "The Parent's Evening" |
| 2011  | Great Expectations | Herbert Pocket som ung     | Avsnitt 1                         |
| 2013– | Da Vinci's Demons  | Niccolò "Nico" Machiavelli |                                   |